# Katastrofa lotu Aerofłot 593
Katastrofa lotu Aerofłot 593 – 23 marca 1994, samolot pasażerski Airbus A310 rosyjskiej państwowej linii lotniczej Aerofłot (nr lotu 593) z 75 osobami na pokładzie, rozbił się w okolicach Mieżdurieczenska na Syberii. 
Nikt spośród 75 osób przebywających na pokładzie nie przeżył katastrofy.

## Przebieg lotu
Samolot Airbus A310 linii Aerofłot z 75 osobami na pokładzie wyruszył z portu lotniczego Szeremietiewo w Moskwie, do Kai Tak w Hongkongu. Na pokładzie znajdowały się dzieci kapitana maszyny, Jarosława Kudrinskiego, które wkrótce przyszły do kabiny pilotów. Kapitan dopuścił do swojego fotela dzieci. Pierwsza za sterami zasiadła córka kapitana, 13-letnia Jana, następnie syn, 15-letni Eldar. Kapitan pozwolił dzieciom poruszać wolantem w lewo, a następnie w prawo. Włączony był wtedy autopilot, więc pozornie nie powinno się nic wydarzyć. Jak okazało się, Eldar utrzymał wychylenie przez ponad 30 sekund i tym samym spowodował wyłączenie toru kontroli wychylenia lotek na skrzydłach, gdyż ustawienie wolantu nakazało zmianę ich pozycji. Stan ten spowodował wprowadzenie samolotu w powoli pogłębiający się przechył. Częściowe odłączenie autopilota zasygnalizowało zapalenie się lampki kontrolnej. W samolotach, na jakich poprzednio latali piloci, w tym momencie dodatkowo rozbrzmiewał alarm akustyczny, jednak Airbus nie miał zaprogramowanej takiej funkcji. Maszyna przechyliła się o 45 stopni w prawo, autopilot zwiększył ciąg silników aby utrzymać pułap lotu. Siła odśrodkowa wcisnęła wszystkich w fotele. Za sterami nadal siedział syn kapitana, który z powodu przeciążeń nie mógł z niego wstać. Drugi pilot usiłował skręcić w lewo – bez skutku. W pewnym momencie maszyna weszła w lot nurkowy i zaczęła gwałtownie spadać. Drugi pilot wyprowadził samolot z lotu nurkowego, ale doprowadził do przeciągnięcia, a wtedy maszyna wpadła w korkociąg. Po chwili udało się wyprowadzić samolot z korkociągu, ale ten znalazł się zbyt nisko i uderzył w porośnięte lasem zbocze góry. Wszyscy na pokładzie statku powietrznego ponieśli śmierć na miejscu.

## Przyczyny
To, że piloci złamali przepisy, nie podlegało dyskusji. Wina nie leżała jednak tylko po stronie pilotów. Okazało się, że w maszynie wyłączył się autopilot, co spowodowało gwałtowny przechył o 45 stopni i zdezorientowani piloci nie wiedzieli jak zareagować. Zawiodło szkolenie, nie prowadzono symulacji takich sytuacji podczas szkoleń. Ich dezorientację powodował dodatkowo fakt braku sygnalizacji dźwiękowej częściowego odłączenia autopilota, obecnej w rosyjskich samolotach, na których załoga latała wcześniej.

## Następstwa
Po katastrofie podjęto decyzję, by piloci na całym świecie przechodzili szkolenie na temat – jak się zachować w tak ekstremalnych warunkach, w jakich znaleźli się piloci lotu 593.

## Narodowości ofiar katastrofy
| Kraj              | Pasażerowie | Załoga | Razem |
| ----------------- | ----------- | ------ | ----- |
| Rosja             | 40          | 12     | 52    |
| Chiny             | 6           | –      | 6     |
| Hongkong          | 6           | –      | 6     |
| Tajwan            | 5           | –      | 5     |
| Wielka Brytania   | 4           | –      | 4     |
| Indie             | 1           | –      | 1     |
| Stany Zjednoczone | 1           | –      | 1     |
| Razem             | 63          | 12     | 75    |